# Южный Даррас
Южный Да́ррас — небольшой поселок на Южном Побережье в Новом Южном Уэльсе, Австралия. Южный Даррас расположен примерно в 280 километрах к югу от Сиднея и в 15 километрах к северу от Бэ́йтманс Бэй, в районе местного самоуправления Графство Юробода́лла. Посёлок окружён территориями Национального парка Му́ррамаранг.

## История
До появления белых колонизаторов Южный Даррас был заселён представителями народа Ю́ин, чьи земли простирались на большую часть Южного Побережья Нового Южного Уэльса. К северу от Южного Дарраса в Исконном районе Муррамаранг находится крупнейшая кухонная куча на Южном Побережье. Несмотря на наличие некоторой изначальной враждебности между юин и белыми поселенцами, распространение таких заболеваний, как оспа убило около 95 % членов племени, в результате чего они оказались не в состоянии бороться за свою землю.
Первый земельный участок в этом районе был предоставлен Джону Уайтхеду Макни в 1840 и имя Даррас использовалось в то время для обозначения всего района. Следующие примерно девяносто лет в районе в основном занимались лесозаготовкой и первичной резкой древесины на лесопилке в Уосп Хед, но в 1929 году она закрылась, что привело к смене специализации. На землях к югу от бухты Даррас в 1937 году было образовано поселение Даррас, которое стало называться Южным Даррасом после создания другого населенного пункта — Даррас Северный — к северу от озера Даррас. В 1940-х и 50-х годах в посёлке были открыты школа, почтовое отделение и магазин. Электрификация произведена в 1960 году.

## Достопримечательности
- Национальный парк Му́ррамаранг[англ.] примыкает к Южному Даррасу.
- Пляж Южного Дарраса изобилует литоральными скальными бассейнами. Кенгуру пасутся рядом с пляжем. Дикая природа в изобилии, в том числе попугаи и вараны.
- Кемпинг находится в кустах за пляжем.

## Население
В Южном Даррасе живут около 330 постоянных жителей, а летом население увеличивается до почти 1000.

## Радиостанции
- East Coast Radio 2EC 105.9 FM (коммерческое)
- POWERFM NSW South Coast 104.3 FM (коммерческое)
- Eurobodalla Community Radio 107.5 FM
- ABC South-East 103.5 FM
- Radio National 105.1 FM
- ABC Classic FM 101.9 FM
- Triple J 98.9 FM (из соседнего региона Иллаварра).
- Планируется сервис от Mount Wandera при условии отключения местных аналоговых телевизионных станций.

## Климат
Климат Южного Дарраса прибрежный, с теплым летом и мягкой солнечной зимой. Ночи зимой могут быть холодными. Грозы могут возникать между ноябрем и мартом, с максимумами осадков в летнее время.
|                                                                                      | Янв  | Февр | Март  | Апр  | Май  | Июнь | Июль | Авг  | Сент | Окт  | Нояб | Дек  | Год   |
| ------------------------------------------------------------------------------------ | ---- | ---- | ----- | ---- | ---- | ---- | ---- | ---- | ---- | ---- | ---- | ---- | ----- |
| Среднесуточная максимальная температура (°C)                                         | 23.9 | 24.1 | 23.3  | 21.6 | 19.1 | 16.8 | 16.1 | 17.1 | 18.6 | 20.1 | 21.4 | 22.8 | 20.4  |
| Среднесуточные минимальные температуры (°C)                                          | 16.0 | 16.3 | 15.1  | 12.3 | 9.4  | 7.2  | 5.9  | 6.5  | 8.4  | 10.7 | 12.8 | 14.7 | 11.3  |
| Среднее количество осадков (мм)                                                      | 97.3 | 93.6 | 108.9 | 89.1 | 85.9 | 86.5 | 55.9 | 54.3 | 61.6 | 77.3 | 76.1 | 74.2 | 960.6 |
| Среднее число дождливых дней                                                         | 10.8 | 9.9  | 10.3  | 8.8  | 8.0  | 7.7  | 6.9  | 7.1  | 8.5  | 10.1 | 10.5 | 10.7 | 109.4 |
| Источник: Бюро метеорологических записей Моруя Хедс, в 20 км к югу от залива Бейтман |      |      |       |      |      |      |      |      |      |      |      |      |       |